# Curiosity: What’s Inside the Cube?
Curiosity: What’s Inside the Cube? (с англ. — «Любопытство: что внутри куба?») — экспериментальная массовая многопользовательская онлайн-игра для мобильных устройств под управлением iOS и Android, разработанная британской студией 22Cans под руководством Питера Молиньё и выпущенная 6 ноября 2012 года. Игра, распространяемая по модели free-to-play, предлагала разбирать общий для всех её участников гигантский виртуальный куб, откалывая один за другим мелкие кубики на его сторонах; внутри куба якобы был скрыт необычайно ценный секретный приз. Во времена разработки Curiosity Молиньё описывал её как первый из 22 планируемых «экспериментов» по изучению психологии пользователей социальных сетей — итоги этих экспериментов должны были повлиять на геймдизайн некоей другой запланированной игры. Curiosity получила смешанные отзывы прессы, отмечавшей одновременно необычность концепции Curiosity и крайнюю примитивность игрового процесса. Эксперимент закончился 26 мая 2013 года, когда куб был разобран окончательно. Призом в Curiosity был особый статус в игре Godus, также разрабатываемой Молиньё, а также доля от её продаж, однако победитель не получил ни того, ни другого.

## Игровой процесс
Игровое пространство представляло собой виртуальную трёхмерную комнату с белыми стенами, в которой находился вынесенный в заглавие игры куб — первоначально чёрный. Куб был составлен из большого количества мелких кубиков — приблизительно из 4000 по каждой стороне; если бы большой куб полностью состоял из этих кубиков, их количество превышало бы 60 миллиардов. Кубики были организованы во множество слоёв разных цветов, причём невозможно было приступить к разборке следующего слоя, не разобрав полностью предыдущий. По заверениям Молиньё, цвета и рисунки на каждом слое должны были давать некую подсказку о том, что находится в центре куба. При максимальном приближении нажатие пальцем на экран приводило к откалыванию одного кубика из текущего слоя; за успешную работу игрок время от времени получал виртуальные монеты. Куб можно было вращать, приближать и отдалять движением пальцев по экрану. При достаточно быстрых нажатиях, учитываемых на специальном счётчике, или выполнении других действий, таких как очистка всех кубиков на экране, игрок получал бонусы в виде ускоренного начисления тех же монет.
Игра содержала магазин, где можно было приобрести за добытые в игре виртуальные монеты разнообразные «инструменты», в течение определённого времени откалывающие за нажатие больше кубиков — от «железного долота», откалывающего сразу 10 кубиков за нажатие, до «алмазного долота», откалывающей 100 тысяч кубиков за нажатие. Цены в магазине были настолько высокими, что большинство игроков не могло позволить себе ни одной покупки; несмотря на это, покупатели на дорогостоящие инструменты находились. При этом «алмазное долото» присутствовало в магазине в единственном экземпляре — то есть этот инструмент мог купить только один игрок, и цена на него по сравнению с ценами на другие предметы была абсурдно высокой — 3 миллиарда виртуальных монет. Некоторое количество монет нужно было потратить даже для того, чтобы просмотреть информацию о лидирующих игроках или о своих друзьях в игре. «Барсук» и «золотой барсук», добавленные в магазин с обновлением игры в декабре 2012 года (версией 2), случайным образом перемещались по поверхности и откалывали кубики при каждом столкновении с ними; с этим же обновлением среди доступных в магазине инструментов появился «режим рисования» для игроков, желающих заняться художественным творчеством. Кроме того, версия 2 позволила наблюдать за деятельностью других игроков в реальном времени и с любого расстояния, что до этого было невозможно. В очередном обновлении, выпущенном в апреле 2013 года, игроки получили возможность за реальные деньги удалять определённое количество кубов или за такие же деньги добавлять в игру такое же количество кубов, тем самым затрудняя игру другим пользователям; 22Cups объявила этот процесс «войной на истощение».
Процесс разборки куба был связан с многими непредвиденными явлениями: поскольку Curiosity не представляла иных занятий, кроме откалывания кубиков, игроки принялись оставлять на кубе надписи и узоры, используя его грани как своего рода доску для коллективного рисования. Сам Молиньё вспоминал ситуацию из первых дней после запуска проекта: один из игроков оставил на стенке куба надпись «love» (с англ. — «любовь»), другой — непечатное ругательство «fuck», а третий попытался изменить это слово. На Tumblr появился блог под названием On the Cube, посвящённый самым примечательным изображениям и надписям на кубе — среди них были и вандальные изображения мужских гениталий, но и по крайней мере одно предложение руки и сердца.

## Разработка и выпуск
Игра была разработана небольшой студией 22Cans, основанной Молиньё после ухода из Microsoft. По словам Молиньё в интервью сайту Eurogamer, в марте 2012 года весь коллектив студии состоял из трёх человек, которые около недели «игрались» с движком Unity, прежде чем заняться каким-то конкретным проектом. Молиньё выбрал этот движок для своей следующей игры из-за простоты освоения — по воспоминаниям руководителя студии, он хотел приступить к разработке новой игры немедленно, а Unity было очень легко освоить и использовать. Во время создания Curiosity Молиньё говорил, что «Работа в Unity — это нирвана», и что Unity делает «каждого разработчиком видеоигр». Тем не менее Молиньё понял, что частично растерял навыки программиста и должен собирать большую команду. Он заявлял о планах в течение ближайших двух лет разработать некую большую игру, а в её преддверии провести серию из 22 «экспериментов» — анонсированный проект под названием Curiosity должен был стать лишь первым из них. Молиньё ставил своей задачей исследовать психологию социальных сетей. В интервью журналу New Scientist разработчик говорил о желании воспользоваться большими объёмами информации, распространяемой в социальных сетях, чтобы узнать, от чего игроки получают удовольствие, и в дальнейшем создавать персонажей, которые устанавливали бы с игроком связь как личностью. Каждый из запланированных экспериментов должен был быть посвящён какой-нибудь особенности человеческого поведения — в случае с Curiosity это было любопытство: «достаточно ли одной простой загадки, <…> чтобы заставить весь мир играть в эту игру?» Следующим после Curiosity экспериментом по плану Молиньё должна была стать игра под названием Cooperation (с англ. — «сотрудничество»), где игроки должны были объединить усилия ради какой-то общей цели.
В июле 2012 года Молиньё выступил на мероприятии Rezzed с посвящённой грядущей игре презентацией под названием «Будущее принадлежит любопытным» — к этому времени в студии работало уже восемь человек, а к октябрю, перед выходом игры в App Store, их количество было увеличено до 20 и позже до 21. В августе 2012 года Молиньё сообщил о намерении переименовать экспериментальную игру: в это же время внимание всего мира было приковано к программе НАСА «Марсианская научная лаборатория» и марсоходу «Кьюриосити», и, хотя юридического спора из-за названия Curiosity и не возникло, Молиньё опасался, что из-за многочисленных новостей о марсоходе игру будет трудно найти в поисковых системах. Изначально планировалось выпустить игру также для PC, но из-за проблем, связанных с выпуском игры на мобильных устройствах, эти планы были отложены на будущее и так и не реализованы.
То, что должно было произойти после завершения игры, было важным аспектом эксперимента: разработчикам было любопытно, откроет ли анонимный победитель свой приз другим игрокам, и как именно будет распространяться откровение. До запуска игры Молиньё упоминал в интервью журналу New Scientist, что «вторым этапом» эксперимента должна была стать продажа инструментов внутри игры за реальные деньги, в том числе 50 тысяч фунтов стерлингов за алмазное долото; разработчик признавал, что это «безумная» сумма денег, и что он руководствуется чистым любопытством — захочет ли кто-либо из игроков уплатить такие деньги единолично, или игроки устроят сбор средств на долото, чтобы побыстрее добраться до центра куба. По словам Молиньё, введение в Curiosity платных инструментов должно было быть не упражнением по получению прибыли, но исследованием психологии монетизации в играх. После этого заявления в прессе появились заголовки в духе «В новой игре Молиньё будет DLC за 50 тысяч фунтов», но на момент выхода игры возможности купить инструменты за реальные деньги в ней не было.
Разработка Curiosity была закончена 28 сентября 2012 года — в этот день готовая игра была предоставлена Apple для выпуска в App Store. Выпуск игры был намечен на 0:22 ночи 7 ноября 2012 года, однако Curiosity стала доступной для игроков в App Store днём 6 ноября, на день раньше; запуск версии для Android также планировался на 7 ноября, но и его пришлось ускорить. Сам Молиньё в этот момент находился на конференции в Израиле и был вынужден поспешно возвращаться в Великобританию. При этом разработчики сразу же столкнулись с трудностями: они ожидали, что на первых порах будут иметь дело лишь с несколькими тысячами игроков, но уже через три часа после выхода количество игроков превысило 100 тысяч, и первый слой куба, состоящий из 100 614 152 кубиков, к 8 ноября был полностью разобран. Перед выпуском игры создатели планировали арендовать сначала один сервер Amazon и далее постепенно подключать новые — Молиньё надеялся, что в будущем в Curiosity будут играть миллионы. Однако количество игроков в Curiosity росло гораздо быстрее запланированного, и разработчики получали массу жалоб на плохо работающие сервера и потерю заработанных в игре монет. Если перед запуском Curiosity Молиньё говорил, что был бы изумлён, если бы игре удалось на первых порах достичь полумиллиона скачиваний, то уже 16 ноября студия сообщала о 400 тысячах игроков; в обновлённых версиях удалось устранить ряд технических проблем. На некоторое время 22Cans объявила о сборе средств на оплату серверов через PayPal и собрала около 900 долларов США прежде, чем отказалась от этой идеи. К концу ноября игрокам удалось снять с куба 53 слоя из 2000.
11 декабря 2012 года студия обновила игру до версии 2, позволявшей игрокам не только откалывать кубики самостоятельно, но и наблюдать за коллективным трудом по разбиранию куба в реальном времени — по словам разработчиков, «именно таким эксперимент и должен был быть с самого начала». В апреле 2013 года, когда в игре появилась возможность добавлять новые кубики, было снято уже 260 слоёв; в тот же день с очередного слоя было снято 13,7 миллиона кубиков и добавлено 4,7 миллиона. К концу эксперимента в мае 2013 года в общей сложности в Curiosity было зарегистрировано 5 миллионов игроков — иными словами, именно столько человек в той или иной степени поучаствовало в разборке куба, одновременно в игре присутствовало 30 тысяч игроков, которые наперегонки разрушали последние слои куба. В общей сложности с куба было снято 326 слоёв и 3,6 миллиарда отдельных кубиков.

## Обещания приза

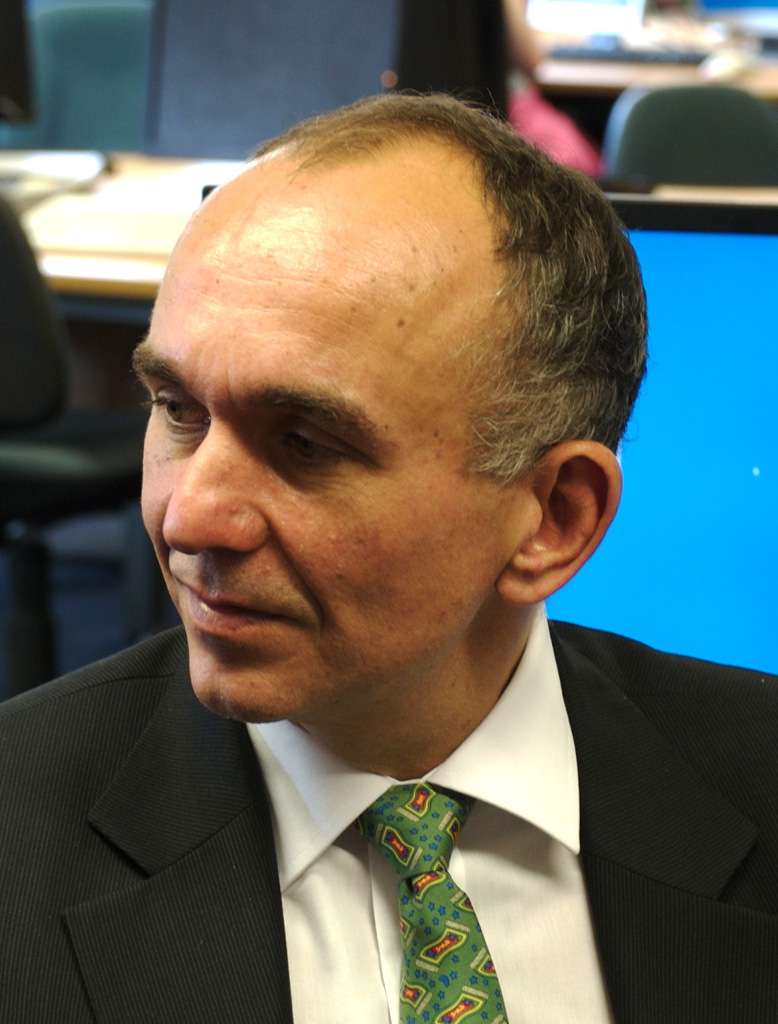
Питер Молиньё, руководитель разработки игры

Целью игры, стимулирующей игроков и дальше разбирать куб, был его центр — в соответствии с правилами, только один последний игрок, разрушивший последний кубик в кубе, получал секретный приз, и информация о том, в чём именно заключался приз, должна была быть открыта только ему одному. Молиньё не скупился на восторженные, но неконкретные описания приза, утверждая, что внутри находится что-то «воистину удивительное, абсолютно уникальное», «нечто поразительное, то, что по любому определению изменит жизнь победителя навсегда».
В интервью The Guardian Молиньё упоминал, что слышал от игроков три рода догадок о том, что находится внутри куба: шуточный приз вроде дохлой кошки (шутка, основанная на английской поговорке curiosity killed the cat — буквально «любопытство убило кошку») или самого Молиньё, рассказывающего анекдот; денежный приз в размере тех же 50 тысяч фунтов; или — что особо импонировало Молиньё — находящиеся в меньшинстве, но действительно необычные и творческие догадки, о которых он даже не захотел рассказывать изданию. Отвергая все догадки, Молиньё утверждал что это не «куча денег», не «дохлая кошка», не спортивный автомобиль и не Half-Life 3, но нечто совершенно необычайное. В ответ на предложения умерить энтузиазм Молиньё отвечал, что его критики «смотрят не на ту сторону уравнения» и что он желает сделать нечто, что было бы достойно стоящих за ним эмоций.
Как выяснилось в итоге, призом был всего лишь особый статус в Godus, другой игре, разрабатываемой Молиньё, и право на долю от её продаж. Подобные грандиозные обещания, никак не соответствующие реальности, были в духе Молиньё — он в течение всей своей карьеры разработчика компьютерных игр рассказывал прессе и игрокам о якобы запланированных необычайных возможностях и достижениях, которые так в итоге и не появлялись в играх либо воплощались в сильно урезанном виде.

## Завершение игры и победитель
26 мая 2013 года, спустя двести с лишним дней после начала игры, 22Cans и Питер Молиньё объявили через Twitter, что был разрушен последний слой, и эксперимент закончен. Победителем оказался 18-летний житель Эдинбурга Брайан Хендерсон, стажёр-дизайнер в студенческой газете. Студия предложила ему на выбор либо оставить приз в секрете, либо рассказать о нём публике, и Хендерсон выбрал второй вариант. Студия выложила на YouTube для всеобщего обозрения ролик, первоначально показанный одному Хендерсону, — эта видеозапись представляла собой речь Питера Молиньё, обращённую к победителю и посвящённую компьютерной игре Godus. Молиньё на фоне пустой виртуальной комнаты рассказывал, что победитель Curiosity станет в буквальном смысле правителем Godus, определяя правила игры, будет решать, как много людей сможет сыграть в неё, а также будет получать «богатства» от этой игры от начала и до конца своего царствования. Обращаясь к победителю, Молиньё говорил: «…ты приобретёшь славу, приобретёшь богатство и сможешь устанавливать свои заповеди в игре». Godus, также носящая экспериментальный характер и являющаяся своего рода продолжением более старой игры Молиньё — симулятора бога Populous, была анонсирована в 2012 году и успешно прошла краудфандинговую кампанию на сайте Kickstarter.
В интервью Wired Хендерсон сообщил, что никогда не вкладывал в Curiosity реальные деньги и воспринимал её как казуальное развлечение: он просто бездумно нажимал на кубики и не сразу понял, что игра выиграна. Хотя его мать была в полном восторге от победы сына, сам Хендерсон просто пообещал, что непременно воспользуется призом. Согласно интервью, данному сайту Eurogamer в 2015 году, Хендерсон, даже будучи увлечённым геймером, до выхода Curiosity никогда не слышал о Питере Молиньё и его играх — в чём не было ничего удивительного, поскольку наиболее известные игры Молиньё вроде Populous или Dungeon Keeper были выпущены ещё до рождения Хендерсона. Хендерсон услышал об игре Curiosity на канале Yogscast на Youtube и подписался на Twitter Молиньё, но саму игру загружать не стал. Только полгода спустя, увидев сообщение о том, что куб Curiosity почти разобран, Хендерсон решил присоединиться к игре. После победы он сначала получил через приложение Curiosity ссылку для переписки со студией 22Cans, потребовавшей личную информацию о победителе, и только потом собственно ссылку на видео с речью Молиньё. 2 июня 2013 года 22Cans пригласила победителя в свой офис в Лондоне, оплатив поездку для него самого и его друга, и продемонстрировала ему раннюю версию Godus; сотрудники студии запомнили Хендерсона как «застенчивого, очень тихого мальчика». У самого Хендерсона игра Godus особого интереса не вызвала, но он подписал контракт, обещавший ему пока что не реализованную в игре роль «бога богов», и участвовал во всех мероприятиях этого дня. После этого общение Хендерсона со студией постепенно прекратилось. В ответ на напоминания журналистов об удивительном призе, который должен был изменить жизнь победителя навсегда, Молиньё отвечал, что для 18-летнего юноши, обдумывающего житьё, стать героем материалов в Wired, на Би-би-си и в местной газете, получить «тысячи фунтов» на банковский счёт и диктовать нравственные законы для целой игры — уже само по себе нечто, меняющее жизнь.
В интервью сайту Rock, Paper, Shotgun Молиньё уточнил, что «власть» Хендерсона в Godus должна быть ограниченной и не должна продолжаться вечно, не более, чем несколько месяцев, после чего его на троне «бога богов» может сменить другой игрок. При этом Хендерсон не получал бы абсолютную власть над игрой и не мог бы, например, «повелеть всем в Канаде взорваться» — это разрушило бы баланс в игре. Упомянутые «богатства» подразумевали 1 % от продаж игры, но также только на ограниченный срок. В последующем интервью Молиньё, однако, уточнил, что может сделать Хендерсона «богом богов» на более длительный срок, на пять или десять лет, но ещё позже говорил всё-таки о шести месяцах, после которых другим игрокам должна была быть предоставлена возможность посостязаться с Хендерсоном за место «бога богов».
Разработка Godus, выпущенной только в ранний доступ, затянулась, а роль «бога богов» в течение длительного времени так и не была реализована. Хендерсон в 2015 году сообщил сайту Eurogamer, что не получил ни пенса обещанных денег. В том же году Молиньё, объясняя неудобную ситуацию с Хендерсоном, сообщил, что сотрудник компании, отвечавший за связь с Хендерсоном, уволился, и его обязанности не передали никому другому; такое положение дел разработчик назвал «непростительным». На 2017 год игра Godus, как и её спин-офф Godus Wars, была фактически заброшена; как объяснял Молиньё в интервью сайту Glixel, Godus оказалась в итоге убыточной и даже не окупила расходов на разработку. Молиньё был бы рад хоть что-то выплатить Брайану Хендерсону, но такая выплата в сложившихся обстоятельствах была бы «безумием». По выражению Ричарда Коббетта из журнала PC Gamer, обыгрывающему всю ту же поговорку сuriosity killed the cat, «Curiosity не убила ни одной кошки, только репутацию Молиньё».
В 2015 году компания-издатель независимых игр Devolver Digital и студия-разработчик Roll7, не имеющие отношения к Молиньё и 22Cans, объявили, что в качестве своеобразной компенсации сделают Хендерсона неигровым персонажем в собственном проекте Not a Hero. В 2016 году сервис Humble Bundle провёл акцию под названием The Forgotten God Bundle с продажей сборника игр, пообещав перечислить Хендерсону 10 % от продаж.

## Отзывы
| Сводный рейтинг    | Сводный рейтинг |
| Агрегатор          | Оценка          |
| ------------------ | --------------- |
| Metacritic         | 52/100          |
| Иноязычные издания |                 |
| Издание            | Оценка          |
| Pocket Gamer UK    | 9/10            |
| Digital Spy        | [ 5 ]           |
| Gamezebo           | [ 39 ]          |
| Gamereactor Sweden | 3/10            |
| TouchArcade        | [ 3 ]           |

После выхода Curiosity получила самые разнообразные оценки в игровой прессе: при этом все обозреватели признавали крайнюю примитивность геймплея и проблемы с доступом к серверу, но отмечали различные эмоции, которые вызывала игра. Гарри Слейтер с сайта Pocket Gamer оставил восторженный отзыв, выдав Curiosity «золотую награду» издания и отметив, что подобному экспериментальному проекту трудно выставить численную оценку, но сыграть в него стоит как можно большему количеству людей. Обозреватель Digital Spy Скотт Николс отозвался о Curiosity более сдержанно, отметив, что она находится на грани между чем-то совершенно великолепным и совершенно ужасным, и что внутриигровой магазин с его высокими ценами представляет собой почти пародию на модель free-to-play; по словам Николса, всё в игре было настолько неудобно, что она представляла собой испытание — что человек сможет выдержать ради удовлетворения любопытства. Похожим образом обозреватель Gamezebo Дэнт Рэмбо охарактеризовал Curiosity в смешанных тонах: как скучное занятие, но одновременно — дерзкий социальный эксперимент. Кристина Чан с сайта AppAdvice отмечала, что игра явно не для всех, но лично ей доставляло некоторое удовольствие совместно с тысячами других людей убивать время, нажимая на кубики. Другие обозреватели отнеслись к игре более критично: Маркус Лёфстрём со шведского сайта Gamereactor.se счёл единственным достоинством Curiosity приятную музыку, назвал игру практически неиграбельной из-за плохо работающих серверов и отнёс к числу недостатков проекта заодно и претенциозные заявления его создателя, не сходящиеся с реальностью. Дэвид Волински, обозреватель TouchArcade, назвал Curiosity «даже не игрой, а детской игрушкой», не имеющей никакой глубины и не уважающей игрока; с его точки зрения, в обозримом будущем в ней не могло произойти ничего достойного внимания — «либо они [игроки] смогли разрушить ещё сколько-то кубиков, либо не смогли».